# Инсянь
Инсянь (кит. упр. 应县, пиньинь Yìng xiàn) — уезд городского округа Шочжоу провинции Шаньси (КНР).

## История
В конце империи Тан была образована область Инчжоу (应州).
После Синьхайской революции в Китае была проведена реформа структуры административного деления, в ходе которой области были упразднены, и область Инчжоу была преобразована в уезд Инсянь.
После образования КНР уезд был передан в состав провинции Чахар. В 1952 году провинция Чахар была расформирована, и 13 уездов, переданных в состав провинции Шаньси, были объединены в Специальный район Ябэй (雁北专区). В 1959 году Специальный район Ябэй и Специальный район Синьсянь (忻县地区) были объединены в Специальный район Цзиньбэй (晋北专区). В 1961 году Специальный район Цзиньбэй был вновь разделён на Специальный район Ябэй и Специальный район Синьсянь; и уезд вновь оказался в составе Специального района Ябэй. В 1970 году Специальный район Ябэй был переименован в Округ Ябэй (雁北地区).
В 1993 году округ Ябэй был расформирован, и уезд был передан в состав городского округа Шочжоу.

## Административное деление
Уезд делится на 3 посёлка и 9 волостей.

## Достопримечательности
- Деревянная 67-метровая пагода Шакьямуни, также известная как пагода Шицзя или Инсяньская пагода в монастыре Фогун[3].